# Кубок Європи з бігу на 10000 метрів 2022
Кубок Європи з бігу на 10000 метрів 2022 відбувся 28 травня у французькому містечку Пасе на стадіоні спортивного комплексу імені Жана-Поля Шассебефа.
Рішення про проведення змагань у Пасе впродовж 2022—2024 було прийняте у жовтні 2020.
На Кубку було розіграно 4 комплекти нагород у особистому та командному заліку серед жінок та чоловіків у бігу на 10000 метрів.

## Призери

### Чоловіки
| Першість | Золото | Золото      | Срібло | Срібло     | Бронза                                                                          | Бронза      |
| -------- | --- | ----------- | --- | ---------- | ------------------------------------------------------------------------------- | ----------- |
| Особиста | Джиммі Грессьє Франція | 27.24,51 PB | Карлос Майо Іспанія | 27.53,12   | Арас Кая Туреччина                                                              | 27.58,08 SB |
| Командна | ФранціяДжиммі Грессьє (27.24,51) Янн Шрюбб (27.59,32) Еммануель Рудольф (28.06,30) Флоріан Карвальйо Йоанн Коваль Корентан ле Руа | 1:23.30,11  | ІспаніяКарлос Майо (27.53,12) Роберто Алаїс (28.04,01) Хуан Антоніо Перес (28.08,66) Хесус Рамос Яго Рохо Закарія Буфальджат | 1:24.05,79 | НімеччинаФілімон Абрахам (29.03,39) Нільс Фойгт (28.04,91) Сімон Бох (28.39,66) | 1:24.47,49  |

### Жінки
| Першість | Золото                                                                                          | Золото      | Срібло                                                                                     | Срібло      | Бронза | Бронза      |
| -------- | ----------------------------------------------------------------------------------------------- | ----------- | ------------------------------------------------------------------------------------------ | ----------- | --- | ----------- |
| Особиста | Ясмін Джан Туреччина                                                                            | 31.20,18 EL | Аліна Рех Німеччина                                                                        | 31.39,86 SB | Катаріна Штайнрук Німеччина                                                                                         | 32.03,88 PB |
| Командна | НімеччинаАліна Рех (31.39,86) Катаріна Штайнрук (32.03,88) Ева Дітеріх (32.25,70) Доменіка Маєр | 1:36.09,44  | ТуреччинаЯсмін Джан (31.20,18) Яйла Гюнен (32.53,16) Фатма Карасу (33.01,34) Доменіка Маєр | 1:37.14,68  | Велика БританіяЕббі Доннеллі (32.20,82) Ханна Ірвін (32.44,38) Лорен Гейз (32.49,69) Філіппа Боуден Джессіка Гіббон | 1:37.54,89  |

## Медальний залік
До медального заліку включені нагороди за підсумками індивідуальної та командної першостей.
| Місце               | Країна              | Золото | Срібло | Бронза | Загалом |
| ------------------- | ------------------- | ------ | ------ | ------ | ------- |
| 1                   | Франція             | 2      | 0      | 0      | 2       |
| 2                   | Німеччина           | 1      | 1      | 2      | 4       |
| 3                   | Туреччина           | 1      | 1      | 1      | 3       |
| 4                   | Іспанія             | 0      | 2      | 0      | 2       |
| 5                   | Велика Британія     | 0      | 0      | 1      | 1       |
| Загалом (5 збірних) | Загалом (5 збірних) | 4      | 4      | 4      | 12      |

## Виступ українців
Склад збірної України для участі у змаганнях був затверджений рішенням виконавчого комітету Федерації легкої атлетики України.
Найкращий результат серед української команди показала Валерія Зіненко, яка посіла високе 4-е місце за підсумками індивідуального заліку змагань.
| Місце | Атлет                               | Результат   |
| ----- | ----------------------------------- | ----------- |
| 39    | Ігор Порозов Київська область       | 29.41,40 SB |
| —     | Іван Стребков Тернопільська область | DNF         |
| —     | Вадим Лонський Донецька область     | DNF         |

| Місце | Атлетка                            | Результат   |
| ----- | ---------------------------------- | ----------- |
| 4     | Валерія Зіненко Київська область   | 32.07,28 PB |
| 31    | Богдана Семьонова Донецька область | 33.29,55 SB |
| 38    | Вікторія Калюжна Донецька область  | 33.47,48 SB |
| 49    | Юлія Шматенко Харківська область   | 36.22,76 SB |